# Cacia albofasciata
Cacia albofasciata är en skalbaggsart som beskrevs av Stefan von Breuning 1980. Cacia albofasciata ingår i släktet Cacia och familjen långhorningar.
Artens utbredningsområde är Filippinerna. Inga underarter finns listade.